# Ville d'Unley
La Ville d'Unley (City of Unley) est une zone d'administration locale au sud du centre-ville d'Adélaïde en Australie-Méridionale en Australie. 

## Quartiers
La ville est divisée en quartiers :
| - Black Forest - Clarence Park - Everard Park - Forestville - Fullarton - Goodwood - Highgate - Hyde Park | - Kings Park - Malvern - Millswood - Myrtle Bank - Parkside - Unley - Unley Park - Wayville |